# Wólka Jabłońska
Wólka Jabłońska (Wólka) – nieoficjalna część wsi Jabłonna Druga w województwie lubelskim, w powiecie lubelskim, w gminie Jabłonna.
Wierni Kościoła rzymskokatolickiego należą do parafii Chrystusa Dobrego Pasterza w Piotrkowie.

## Historia
Pierwsza wzmianka o tej miejscowości pochodzi z drugiej połowy XIX wieku. Nosiła wtedy nazwę Wólka. Nazwę tę wzmiankuje słownik geograficzny z 1882 roku, zaś w roku 1893 miejscowość występuje już jako Wólka Jabłońska. W roku 1921 występuje jako oddzielna kolonia, zamieszkiwana przez 33 mieszkańców. Później do 1967 roku występuje jako wieś, a później stanowi część wsi Jabłonna Druga.
W latach 1975–1998 miejscowość należała administracyjnie do ówczesnego województwa lubelskiego.

## Położenie
Miejscowość leży przy drodze wojewódzkiej nr 835, nad rzeką Czerniejówką. Znajduje się tu kilkadziesiąt gospodarstw rolnych, a także osiedle domków jednorodzinnych.